# Příbram
Příbram (tyska: Przibram eller Pribram) är en stad i Tjeckien, vid floden Litavka, omkring 50 kilometer sydväst om Prag. Staden har 33 058 invånare (2016).
Příbram är en gruvstad med traditioner tillbaka till 1300-talet. Här utvanns till och med 1991 uran som exporterades till Sovjetunionen,  samt bly-, zink- och silvermalm. Fyndigheten av Uran var en av världens största. Den djupaste gruvan nr:16 var 1838m djup. I staden finns även metall, klädind och livsmedelsindustri. En annan viktig näring är turism.
Vid Příbram ligger Březové Hory (Heliga Berget) med vallfartskyrkan Svatá Hora.